# Zuzana Ceralová Petrofová
Zuzana Ceralová Petrofová (* 30. září 1968, Hradec Králové) je česká podnikatelka a představitelka páté generace rodiny Petrofů. Navázala na tradici rodiny Petrofů, kterou založil její prapradědeček Antonín Petrof, je prezidentkou firmy Petrof, evropského výrobce akustických klavírů a pianin.

## Život a kariéra
V roce 1992 absolvovala Farmaceutickou fakultu UK v Hradci Králové. V letech 2000–2002 byla vedoucí propagačního oddělení společnosti Petrof, v letech 2002–2004 byla obchodní ředitelkou této společnosti, v letech 2004–2011 jednatelkou a výkonnou ředitelkou a od roku 2011 je jednatelkou a prezidentkou společnosti.
Během svého působení v rodinné firmě získala řadu ocenění:
- Cena poroty Podnikatelka roku 2012[3]
- Bronzová Merkurova medaile Hospodářské komory za dlouhodobou spolupráci (2013)[4]
- TOP 10 Manažer roku 2014[5]
- Čestný titul Vynikající manažer střední firmy za rok 2014
- Čestný titul Manažer odvětví za rok 2014
- Čestný titul Manažerka roku 2014
- Ocenění Medailí ministra průmyslu a obchodu v roce 2017[6]
- Čestný titul Podnikatelka roku 2017 v Královéhradeckém kraji[7]
- TOP 25 žen Česka za rok 2017 – kategorie Podnikatelka
- Ocenění Gratias Agit za šíření dobrého jména České republiky v zahraničí 2019

- TOP Ženy Česka 2019 – 2. místo v kategorii Podnikatelka[8]